# 特鲁夫洛撞击坑
特鲁夫洛撞击坑（法語：Trouvelot）是位于火星欧克西亚沼区北纬16.2°、西经13.1°的一座撞击坑，其直径约149公里，1973年国际天文学联合会行星系统命名工作组以法国艺术家、天文学家及业余昆虫学家艾蒂安·利奥波德·特鲁夫洛之名命名了它。
该陨坑周边较著名的撞击坑有：东北的卢瑟福撞击坑（Rutherford）、东面的拉道撞击坑（Radau）、丹尼尔森撞击坑（Danielson）位于东南稍远处、西南偏西及西北更远处则坐落了舍尔迪撞击坑（Shardi）和奥亚玛撞击坑（Oyama），而它的北面则横亘了向西北延伸至克里斯平原的马沃斯谷。

## 描述
陨石坑周边通常都堆积着一圈喷出物边缘，而火山口则一般没有边缘或喷发沉积物。大型撞击坑（直径大于10公里）通常还拥有一座中心峰，这种山峰是坑底受撞击后反弹所形成的。 
特鲁夫洛撞击坑内显示有一部分较薄的浅色岩层，可能是以前存在过湖泊的证据，许多撞击坑内都曾经有过湖泊，因为一些撞击坑地表显示出三角洲的特征，而我们知道水必须存在一段时间，现已在火星上发现了数十处三角洲。当泥沙被水流冲进平静的水中后，则就会形成三角洲。三角洲的形成需要一定的时间，所以三角洲的发现令人兴奋的，这意味着水在那里存在了一段时间，也许是很多年，而原始生物就可能会在这样的湖泊中发育成长。因此，一些撞击坑可能成为在这颗红色星球上寻找生命证据的主要目标。
火星上许多地方都显示出层叠的岩层，岩石可通过火山、风或水流等多种方式形成不同的岩层，有时岩层的颜色各不相同。火星上的浅色岩石可能与矿物水合物如硫酸盐有关。火星漫游者有机会使用数种仪器贴近勘查了这些岩层。有些岩层可能由细小的颗粒构成，因为它们似乎已分解成极细的尘埃了；而其他的岩层则碎裂为较大的岩石块，因为它们可能更坚硬。玄武岩-一种火山岩，被认为存在于形成巨石的岩层中。在火星很多地方都识别出了玄武岩。轨道航天器上的仪器在一些岩层中探测到了黏土（又称硅酸盐矿物）。最近，轨道器上的近红外光谱仪根据对岩层所吸收光波波长的研究，揭示了这些矿物的种类。在许多地方，尤其是撞击坑中发现了存在黏土和硫酸盐层的证据。如果一座大型湖泊被慢慢蒸发，则就会呈现这种状态。此外，有些岩层中还含有石膏-一种只有在相对较新鲜的水中才会形成的硫酸盐，生命可能会在这些陨石坑中形成。
火星上的硫酸盐和粘土等水化矿物的发现令科学家们感到振奋，因为这些通常只在水环境中才会形成。含有粘土和/或其他含水矿物的地方将是寻找生命证据的最佳地点。

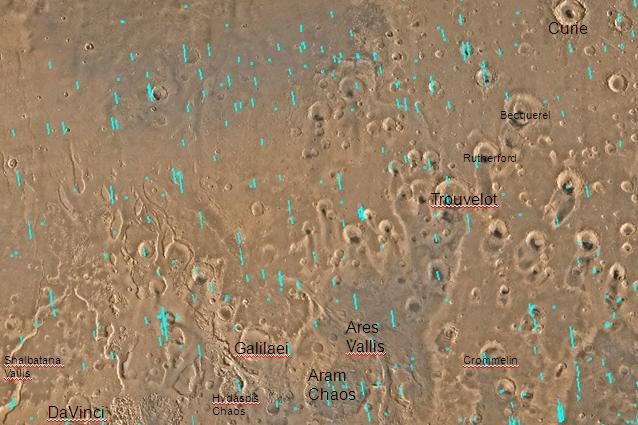
标注有主要地貌特征的欧克西亚沼区地图，该地区含有许多塌陷的混沌区及众多溢出通道（旧河谷）。
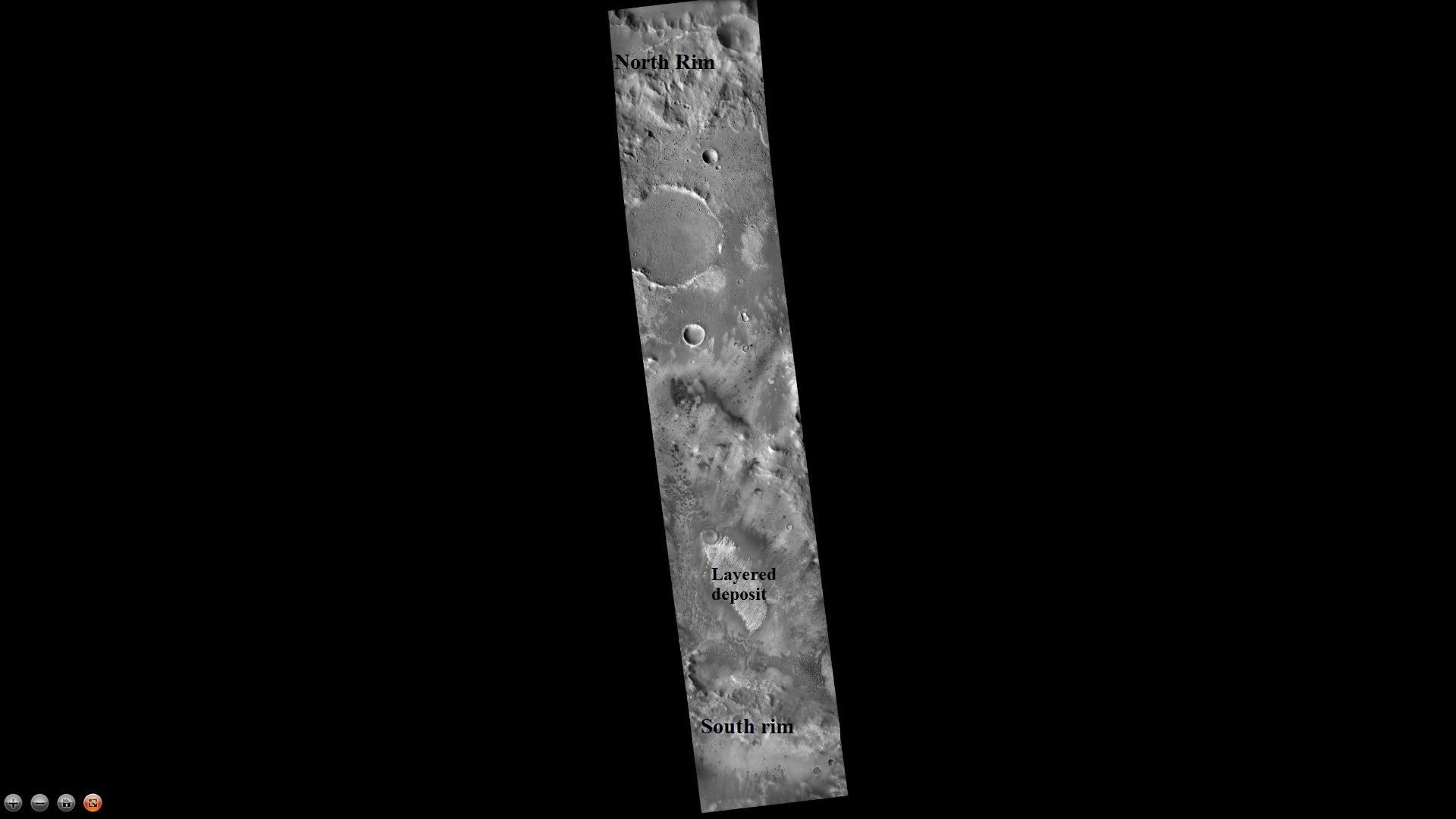
火星勘测轨道飞行器上的背景相机所拍摄的特鲁夫洛撞击坑，一些主要特征被标注出来。
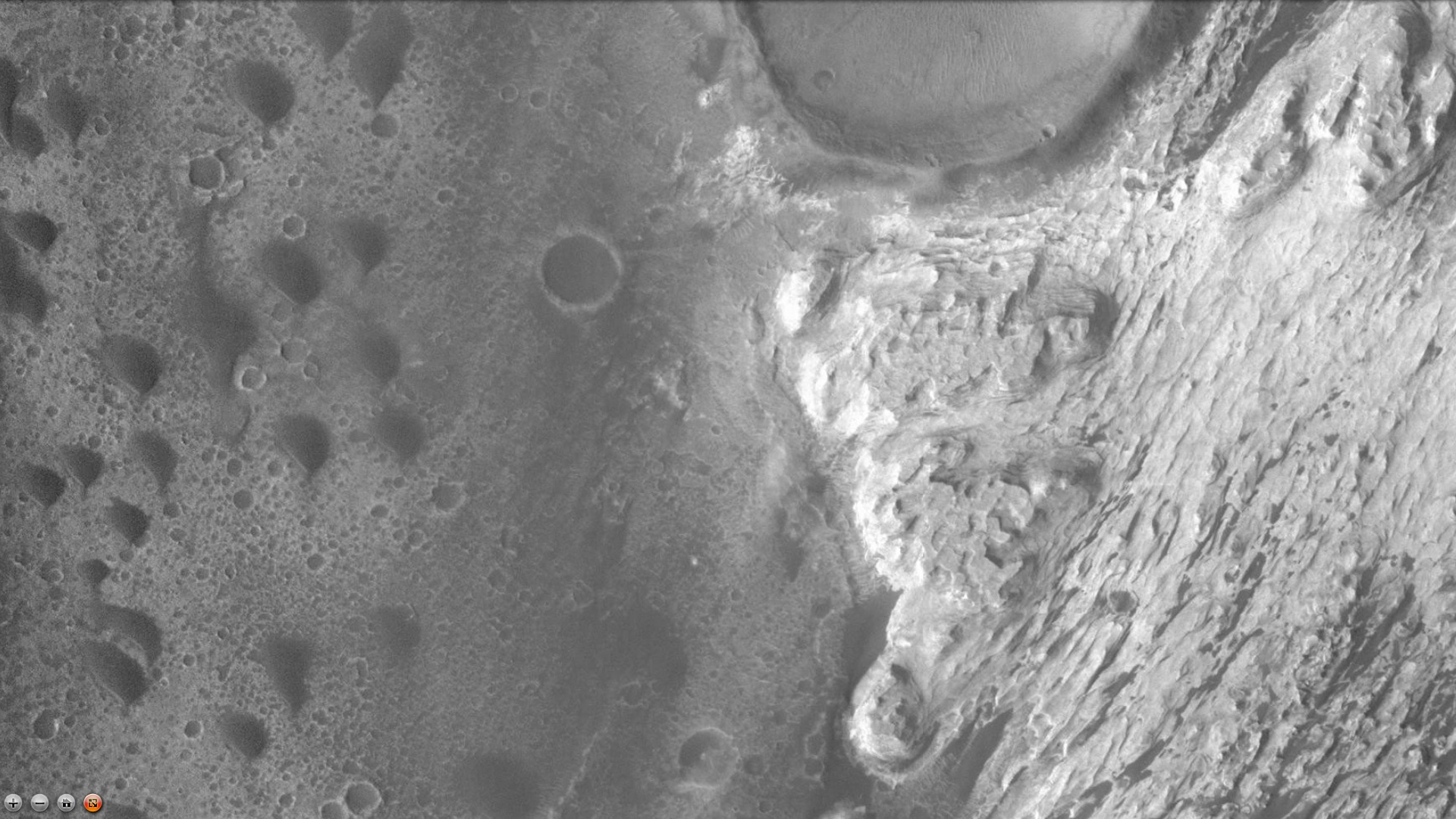
火星勘测轨道飞行器背景相机拍摄的特鲁夫洛撞击坑内的山丘岩层，注：这是一张放大后的照片。.
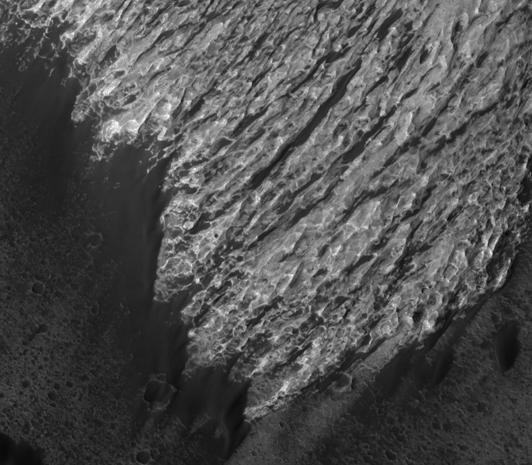
高分辨率成像科学设备拍摄的特鲁夫洛撞击坑坑底表面。

## 另请参阅
- 火星气候
- 撞击坑
- 撞击事件
- 火星撞击坑
- 火星矿石资源
- 行星体系命名法
- 火星水文

## 备注
1. ↑  . usgs.gov. International Astronomical Union.   [4 March 2015]. （原始内容存档于2019-07-29）.
2. ↑  .   [2017-09-14]. （原始内容存档于2016-01-14）.
3. ↑  Hugh H. Kieffer. . University of Arizona Press. 1992  [7 March 2011]. ISBN 978-0-8165-1257-7. （原始内容存档于2017-03-12）.
4. ↑  Cabrol, N. and E. Grin. 2001. The Evolution of Lacustrine Environments on Mars: Is Mars Only Hydrologically Dormant? Icarus: 149, 291-328.
5. ↑  Fassett, C. and J. Head. 2008. Open-basin lakes on Mars: Distribution and implications for Noachian surface and subsurface hydrology. Icarus: 198, 37-56.
6. ↑  Fassett, C. and J. Head. 2008. Open-basin lakes on Mars: Implications of valley network lakes for the nature of Noachian hydrology.
7. ↑  Wilson, J. A. Grant and A. Howard. 2013. INVENTORY OF EQUATORIAL ALLUVIAL FANS AND DELTAS ON MARS. 44th Lunar and Planetary Science Conference.
8. ↑  Newsom H. , Hagerty J., Thorsos I. 2001. Location and sampling of aqueous and hydrothermal deposits in martian impact craters. Astrobiology: 1, 71-88.
9. ↑  . Hirise.lpl.arizona.edu?psp_008437_1750.   [2012-08-04]. （原始内容存档于2017-08-08）.
10. ↑  Cabrol, N. and E. Grin （eds.）. 2010. Lakes on Mars. Elsevier.NY.
11. ↑  Wray, J. et al. 2009. Columbus Crater and other possible plaelakes in Terra Sirenum, Mars. Lunar and Planetary Science Conference. 40: 1896.
12. ↑  . News.nationalgeographic.com. 2010-10-28  [2012-08-04]. （原始内容存档于2016-08-23）.
13. ↑  . Themis.asu.edu.   [2012-08-04]. （原始内容存档于2009-09-30）.
14. ↑  . Hirise.lpl.arizona.edu.   [2012-08-04]. （原始内容存档于2017-08-10）.